# Poison (Bardot)
Poison è il singolo di debutto del gruppo musicale pop australiano Bardot, pubblicato il 17 aprile 2000 dall'etichetta discografica WEA. Nel 2001 è stata pubblicata una seconda versione del singolo per la EastWest.
Il singolo è stato un successo in Australia e Nuova Zelanda, dove ha raggiunto la prima posizione della classifica dei singoli, e si è fatto conoscere anche in Regno Unito raggiungendo la quarantacinquesima posizione della classifica.
La canzone è stata scritta da Darryl Sims e Michael Szumowski e prodotta da quest'ultimo, e ha contribuito alla promozione dell'album di debutto del gruppo, l'eponimo Bardot, anche questo arrivato primo nelle classifiche di Australia e Nuova Zelanda.

## Tracce
CD-Single (WEA 82633 (Warner)
1. Poison - 3:22
2. Empty Room - 3:27
3. Poison (S'N'T Club Remix) - 6:03
4. Poison (Treat Me Bad Dub) - 6:59
5. Poison (Full Phat Remix) - 3:22

CD-Single (EastWest 8573-87978-2 / EAN 0685738797820)
1. Poison - 3:20
2. Poison (S'N'T Club Mix) - 5:58
3. Empty Room - 3:33

- Extras: Poison (Enhanced Video)

## Classifiche
| Classifica (2000) | Posizione raggiunta |
| ----------------- | ------------------- |
| Australia         | 1                   |
| Nuova Zelanda     | 1                   |
| Regno Unito       | 45                  |